# Mnichovice (ort i Tjeckien, Okres Praha-Východ)
Mnichovice (tyska: Mnichowitz) är en stad i Tjeckien. Den ligger i distriktet Praha-východ och regionen Mellersta Böhmen, i den centrala delen av landet, 27 km sydost om huvudstaden Prag. Mnichovice ligger 351 meter över havet och antalet invånare är 3 524 (2016).
Terrängen runt Mnichovice är huvudsakligen platt, men österut är den kuperad. Runt Mnichovice är det ganska tätbefolkat, med 54 invånare per kvadratkilometer. Närmaste större samhälle är Říčany, 7,3 km nordväst om Mnichovice. I omgivningarna runt Mnichovice växer i huvudsak blandskog.